# Michael Haydn
Johann Michael Haydn (Rohrau, 14 settembre 1737 – Salisburgo, 10 agosto 1806) è stato un compositore austriaco, fratello minore del più famoso Franz Joseph Haydn, e come lui esponente del Classicismo.

## Biografia
Michael Haydn nacque nel 1737 nel villaggio austriaco di Rohrau, vicino al confine con l'Ungheria, cinque anni dopo Joseph. Loro padre, Matthias Haydn, era un musicista dilettante che aveva imparato a suonare l'arpa da autodidatta, mentre la madre, Maria Koller, aveva lavorato come cuoca nel palazzo del conte Harrach. Nessuno dei due sapeva leggere la musica.
Michael, al pari di Joseph, fu corista dal 1745 nella cattedrale di Santo Stefano (Stephansdom) di Vienna. Nel frattempo studiava violino, organo e composizione. Poco dopo aver terminato la scuola corale venne nominato maestro di cappella a Gran Varadino nel 1757 e successivamente, nel 1762, a Salisburgo alla corte dell'arcivescovo Colloredo prima come supplente di Leopold Mozart e in seguito di Antonio Salieri, contemporaneamente prestava servizio nel monastero di San Pietro, poi dal 1781 come titolare successore di Wolfgang Amadeus Mozart, dimesso o meglio cacciato dall'arcivescovo. Mantenne quest'ultimo impiego per quarantatré anni, scrivendo durante quel periodo oltre 360 composizioni sacre e molta musica strumentale. Sposò nel 1768 la cantante Magdalena Lipp, cognata del violinista Antonio Brunetti. Nel 1800 perse molti dei suoi beni in seguito all'occupazione dei francesi a Salisburgo e fu aiutato dal fratello, rimanendo a Vienna come vice-maestro di cappella dai principi Esterházy. Nel 1804 fu nominato membro dell'Accademia Reale di Musica di Svezia. Era amico intimo di Mozart, che considerava molto il suo lavoro, e fu insegnante di Carl Maria von Weber, Anton Diabelli, Antonín Reicha, Sigismund von Neukomm, Joseph Wölfl.
È sepolto nell'Abbazia di San Pietro di Salisburgo.

## Composizioni
I lavori che generalmente vengono riconosciuti come i più importanti di Haydn sono le sue partiture di musica sacra corale, compreso il Requiem pro defuncto Archiepiscopo Sigismundo in Do minore, che grande influenza ha avuto sul Requiem di Mozart, la Missa Hispanica, una Messa in Re minore, una Lauda Sion, ed una serie di Graduali, quarantadue dei quali sono ristampati nell'Ecclesiasticon di Anton Diabelli. È stato anche un prolifico compositore di musica profana, tra cui quaranta sinfonie, svariati concerti e musica da camera, compreso un quintetto per archi in Do maggiore che era stato originariamente attribuito a suo fratello Joseph.
Michael è stato vittima di un altro errore di attribuzione: per molti anni il brano ora conosciuto come Sinfonia n. 25 era stato considerato la Sinfonia n. 37 di Mozart, e catalogata come K 444. L'erronea attribuzione derivava dalla scoperta di uno spartito autografo, in cui il movimento di apertura della sinfonia era stato scritto da Mozart, mentre il resto da qualcun altro. Si ritiene ora che Mozart abbia composto un adagio introduttivo per ragioni tuttora sconosciute, ma il resto dell'opera è stato composto da Michael Haydn. Il pezzo, che godeva di un certo successo quando era considerato opera di Mozart, dal 1907, anno in cui ne è stata finalmente scoperta la vera paternità, è stato riproposto molto meno frequentemente.
Haydn non fece mai un catalogo tematico delle sue opere e neppure ne supervisionò la stesura. Il primo catalogo fu compilato nel 1808 da Nikolaus Lang nei Biographische Skizze. Nel 1907 Lothar Perger compilò un catalogo dei suoi lavori per orchestra in Denkmäler der Tonkunst in Österreich, molto più affidabile, e in cui molte delle sue opere vengono numerate. Nel 1915 Anton Maria Klafsky completò un lavoro analogo, dedicato questa volta alla musica sacra corale.
- Musica strumentale
  - Sinfonie (43 sinfonie + singoli movimenti delle sinfonie)
  - Concerti (12 concerti + 1 singolo movimento)
  - Serenate (21 serenate, cassazioni, notturni e divertimenti)
  - Musiche di scena (1)
  - Balletti (3)
  - Danze (15 collezioni di Menuetti, 3 di Menuettini, 1 Danze inglese, 1 Danze tedesche)
  - Marce (15 marce e frammenti di marce)
  - Quintetti (6)
  - Quartetti (19)
  - Sonate a tre (10)
  - Sonate a due (4)
  - Sonate soliste (2)
  - Pianoforte (19 brani)
  - Strumentazione non definita (1)
- Musica vocale sacra
  - Antifone (47)
  - Cantate (5)
  - Cantici (65)
  - Graduali (130)
  - Inni (16)
  - Messe (47)
  - Mottetti (7)
  - Offertori (65)
  - Oratori (7)
  - Impostazioni Salmo (19)
  - Requiem (2, di cui 1 solo per il Kyrie, completato nel 1839 da Paul Gunther Kronecker OSB (1803-1847))
  - Altro (42)
- Musica vocale profana
  - Arie (8)
  - Canoni (65)
  - Cantate (14)
  - Parti di canzoni (97)
  - Opere (1)
  - Serenate (1)
  - Singspiele (11)
  - Canzoni (46)